# Gornji Kukuruzari
Gornji Kukuruzari est un village de la municipalité de Donji Kukuruzari (comitat de Sisak-Moslavina) en Croatie. Au recensement de 2011, le village comptait 51 habitants.